# Kata Szidónia Petrőczy
Kata Szidónia Petrőczy (ur. 1662, zm. 21 października 1708) – węgierska poetka i tłumaczka. Do 18. roku życia przebywała w Polsce i podobno dobrze przez ten czas nauczyła się języka polskiego. Jest uważana za pierwszą znaczącą poetkę węgierską. Była przedstawicielką baroku.